# Bobby V
 (août 2019).
Si vous disposez d'ouvrages ou d'articles de référence ou si vous connaissez des sites web de qualité traitant du thème abordé ici, merci de compléter l'article en donnant les références utiles à sa vérifiabilité et en les liant à la section « Notes et références ».
Bobby V est un chanteur de R'n'B américain né le 27 février 1980 à Jackson dans le Mississippi. Son ancien surnom de Valentino vient du fait que sa naissance était initialement prévue le 14 février (jour de la Saint-Valentin). Il est très connu pour son tube Slow Down. Le long procès engagé entre lui et le violoniste Bobby Valentino du même nom s’est terminé par un changement de nom. Il devient Bobby V.

## Biographie
Bobby V de son vrai nom Robert Wilson, est né le 27 février 1980, dans le Mississippi. Il a ensuite déménagé à Atlanta, en Géorgie . Pendant son enfance Bobby V a grandi en écoutant des artistes tels que Michael Jackson, Tony ! Toni ! Tone! , Marvin Gaye, Jodeci, et The Isley Brothers. Ce sont les artistes qui l'ont inspiré à devenir un chanteur de R & B. Bobby V est entré sur la scène musicale en 1996 en tant que membre du Groupe de R & B: Mista, il y apparaissait en utilisant son vrai nom, Bobby Wilson. Le groupe sort son premier album éponyme, produit par Organized Noize  (TLC Waterfalls), un succès grâce au single Blackberry Molasses. Malheureusement, l'album n'a pas suivi dans ce succès et malgré un deuxième album produit par Tim & Bob, il n'a jamais été publié. Pour cause d'une mauvaise gestion le groupe se sépare en 1997, Bobby V s'inscrits à l'Université Clark Atlanta en  Mass Communications. Tandis qu'il était à l'école, Bobby V a continué d'enregistrer pendant son temps libre gardant un espoir de revenir sur scène. En 2002, il a auditionné pour la première saison de American Idol, mais n'a pas été sélectionné.
Armé de trois albums de démos, il s'est mis à poursuivre son rêve de carrière musicale. Les démos atteint Puff Daddy qui les a ensuite transmis à Ludacris et au président de Disturbing Tha Peace et Chaka Zulu. Peu après avoir signé chez Disturbing Tha Peace Records, Bobby apparu en featuring sur le single de Ludacris Pimpin 'All Over the World de l'album le plus vendu en multi-platine The Red Light District en 2004. En 2010 il apparait aux côtés de Meagan Good dans le film Vidéo Girls.

## Carrière

### 2005-2007: Premier album etSpecial Occasion
L’album "Bobby Valentino" a été publié au printemps 2005 par le label Def Jam Island Records et Ludacris et a été certifié disque d'or par la RIAA car ayant obtenu la vente de 708 000 copies aux États-Unis. Principalement produit par les Légendes Tim & Bob, son premier single " Slow Down " est parvenu au top 10 du "US Billboard Hot 100". Il est alors reçu dans des émissions radio et à la télévision. Toujours en 2005, il a rejoint Bow Wow, Omarion, Marques Houston, B5 et Pretty Ricky sur la tournée de "Cri Visite IV" . Après le succès de "Slow Down", il sort un deuxième single, un remix de sa chanson " Tell Me "avec Lil Wayne produit par Tim & Bob. Troisième et dernier single de l'album "My Angel", a été publié à l'automne de 2005.
Prêt  pour la sortie de son deuxième album "Special Occasion" en 2007, Bobby V a publié le premier single de l'album intitulé " Turn the Page "avec des critiques mitigées. Son deuxième single " Anonymous " avec Timbaland a été libéré le 9 avril 2007, l'ensemble l'album a reçu des critiques positives par le public.

### 2008: Nouveau label etThe Rebirth
En 2008 Bobby V a confirmé qu'il n'était plus dans le label Def Jam Island Records lors d'une interview avec DJBooth.net. Il a déclaré:
| " | La décision de quitter le label était totalement mienne. Je me suis assis avec Ludacris et Chaka Zulu, et je leur ai expliqué qu'il était temps pour moi de crée mon propre Label. Ils n'avaient pas de problème avec ça; ils sont cools. | " |

En raison de faibles ventes de son deuxième album, l'album "Spécial Occasion" n'arrive pas à atteindre le disque or ni le platine, Bobby V aurait été frustrés par les retards de l'album, décisif dans sa décision de quitter le label. Bien que les liens commerciaux ont été coupés, Bobby V entretient des relations positives avec les PDG Chaka Zulu, Ludacris.
En avril 2008, Come with Me a été publié en sortie numérique et présente le single "Another Life". En juillet 2008, trois mois après avoir quitté Def Jam Island Records et Disturbing Tha Peace, Bobby V a signé un nouveau contrat avec EMI, qui abritera son label Blu Kolla Dreams. En ce qui concerne le nouveau label son manager de Blu Kolla Dreams est Courtney "Court Luv" Stewart. Il a déclaré:« Blu Kolla Dreams est le début d'une nouvelle expérience pour tous ceux qui voudront la rejoindre et nous avons travaillé très dur pour faire un impact dans la communauté, atteindre la grandeur et de faire de Blu Kolla Dreams un rêves. »
En outre, Bobby V a annoncé la sortie d'un nouvel album intitulé The Rebirth . Lorsqu'on l'interroge sur son puissant nouvel album, Bobby V a déclaré: « J'ai eu la chance d'être dans l'industrie de la musique depuis plus de 10 ans, et mes efforts passés ont été d'excellentes expériences d'apprentissage. Maintenant, j'ai la possibilité d'utiliser les connaissances et l'expérience que j'ai acquise pour prendre ma carrière en main. »
The Rebirth est sorti le 10 février 2009, sous son nouveau nom de scène "Bobby V". Le premier single " Beep "avec Yung Joc a été publié via iTunes le 7 octobre, c'est le troisième album de Bobby V produit par Tim & Bob, Raphael Saadiq, LOS Da Maestro et Big Fruit.

### 2011:Fly on the Wall
Bobby V sort son quatrième album studio Fly on the Wall le 22 mars 2011. Le premier single était "Phone", en featuring avec le rappeur Plies qui était produit par Jazze Pha . En décembre 2010 Bobby V sort son deuxième single "Words". En février 2011, Bobby V sort son troisième single "Rock Wit'cha" un remake de la musique de Bobby Brown "Rock Wit'cha" sortie en 1989. "Grab Somebody", en featuring avec le rappeur Twista sera son quatrième single.

### 2012:Dusk Till Dawn
En 2012, Bobby V est apparu aux côtés des rappeurs Nicki Minaj et Lil Wayne sur le single "Sex in the Lounge" faisant partie du deuxième album de Nicki Minaj  Pink Friday: Roman Reloaded. En mai 2012, Bobby V a publié le premier single de son album, Dusk Till Dawn, intitulé "Mirror" en featuring avec le rappeur Lil Wayne. Le 16 octobre de 2012. Dusk Till Dawn est sorti. L'album s'est vendu à 50 000 exemplaires dans la première semaine.

### 2013: Peach Moon (EP)
En avril 2013 Bobby V avait annoncé qu'il travaille sur un nouveau projet, Peach Moon (EP). Le premier single de Peach Moon est "Back to love" . Il est sorti le 10 décembre.

### 2016: Hollywood Hearts
En 2014 Bobby V a annoncé la sortie d'un nouvel album avec la sortie de son nouveau titre "Unbelievable". Il sortira courant 2016, avec des titres tels que "Hollywood hearts" et "Big booty judy".

### 2018: Electrik
En septembre 2017, Bobby a signé chez un nouveau label avec le groupe d'enregistrement SoNo Universal Music Group. Le label le réunit de nouveau avec Tim & Bob qui a coproduit son premier album en 2005,  Disturbing Tha Peace Presents Bobby Valentino . Le premier album de ce nouveau partenariat est  Electrik , qui est sortie le 8 mars 2018. Le premier single présenté est "Lil bit feat Snoop Dogg". Cet album est arrivé 7eme sur la liste des albums R & B de Billboard Magazine.

### 2018: Polémique de Jacquees
Le 8 décembre 2018, Jacquees publie une vidéo sur Instagram où il se proclame roi du rn'b (« Rn'b King »). À la suite de cela, une vive polémique est apparue et d'autres chanteurs de rnb comme John Legend et Chris Brown ont réagi. Bobby V a aussi réagi à cette vidéo, ce qui conduira à une vidéo en réponse ainsi qu'un single du nom de « King Me », sortie le 12 décembre 2018.

## Discographie
Albums
- Bobby Valentino (2005)
- Special Occasion (2007)
- The Rebirth (2009)
- Fly on the Wall (2011)
- Dusk Till Dawn (2012)
- Hollywood Hearts (2016)
- Electrik (2018)

Mixtapes
- The Rebirth Mixtape (2009)
- 60 Minutes (2010)
- Vitamin V (2011)
- V Day (2012)

EP
- Peach Moon (2013)

Singles
- "Slow Down" (2005)
- "Tell Me" featuring Lil Wayne (2005)
- "My Angel (Never Leave You)" (2005)
- "Turn The Page" (2007)
- "Accorde moi" featuring Leslie (2007)
- "Anonymous" featuring Timbaland (2007)
- "Beep Beep" featuring Yung Joc (2008)
- "I Love U No More" featuring DJ King SamS & N.O.R.E. (2008)
- "Hands On Me" (2009)
- "Phone Number" featuring Plies (2010)
- "Altered Ego" featuring 50 cent (2010)
- "Blu Kolla Anthem" featuring Joni Cruz, Brolic & T Petey (2011)
- "Words" featuring R. Kelly (2011)
- "Mirror" featuring Lil Wayne (2012)
- "Tipsey Love" featuring Future (2012)
- "Back To Love" (2013)
- "Unbelievable" (2014)
- "Bad Habit" featuring Pleasure P & Ray J (2015)
- "Seasons" (2015)
- "Hollywood Hearts" (2016)
- "Big Booty Judy" (2016)
- "Lil Bit" featuring Snoop Dogg (2018)
- "King Me" (2018)
- "Not Alone" (2020)
- "Reply" (2021)

## Filmographie
- Vidéo Girls: So Flii.

## Récompenses et nominations
- - Vibe Prix

2005, Vidéo Reelest: "Pimpin 'All Over The World" (Nommé)
- - IMC Prix

2005, Chanson de l'année: "Slow Down" (Gagné)
- - NAACP Image Awards

2006, l'artiste exceptionnelle Nouveau (Nommé)
- - Soul Train Awards

2006, Best R & B / Soul simple, mâle : "Slow Down" (Nommé)
/2006, Best R & B / Soul ou Rap New Artist (Nommé)
- - Urban Music Award

2009, Urban Music Award pour le meilleur artiste masculin (Gagné)
/2009, Urban Music Award pour le meilleur R & B Loi (Gagné)